# Daijiro Chirino
Daijiro Florencio Chirino (Zwolle, 24 de enero de 2002) es un futbolista curazoleño que juega como defensa en la U. D. Almería de la Segunda División de España.
Aunque nació en Países Bajos, representa a Curazao a nivel internacional.

## Trayectoria
Chirino nacido en Países Bajos, en la ciudad de Zwolle en la provincia de Overijssel, formado en las categorías inferiores del ASC Waterwijk hasta 2014, fecha en la que ingresó en las categorías inferiores del PEC Zwolle.
Chirino iría quemando etapas en el PEC Zwolle, hasta formar parte de su primer equipo en la temporada 2022-23, con el que disputó 31 encuentros en la Eerste Divisie, anotando un gol y repartiendo tres asistencias que ayudaron al equipo a ascender a la Eredivisie.
El 31 de agosto de 2023, firma por el Club Deportivo Castellón de la Primera División RFEF, cedido por el PEC Zwolle.
El 6 de julio de 2025, Chirino firmó un contrato de cinco años con la U. D. Almería, también de Segunda División.

## Selección nacional
Nacido en los Países Bajos, jugó con las selecciones juveniles de este país, pero Chirino tiene ascendencia curazoleña.[cita requerida] Fue convocado para jugar con la selección absoluta de Curazao una serie de partidos amistosos en junio de 2023, aunque no llegó a disputar ningún encuentro.

## Clubes
| Club            | País         | Año       |
| --------------- | ------------ | --------- |
| PEC Zwolle      | Países Bajos | 2022-2023 |
| C. D. Castellón | España       | 2023-2025 |
| U. D. Almería   | España       | 2025-     |

## Vida privada
Chirino mantiene una buena amistad con el también futbolista profesional Jayden Oosterwolde desde que jugaron juntos al fútbol juvenil en el ZAC.